# Ferdinand Heller
Ferdinand Heller (21. června 1824 Vlašim – 9. června 1912 Mšené-lázně) byl český hudební skladatel, sbormistr a hudební pedagog. Spoluzakládal a řídil pěvecký sbor Hlahol. Spolu s Karlem Linkem složil salonní tanec Česká beseda. S Bedřichem Smetanou založil a později samostatně vedl hudební ústav. Jeho tvorba vychází z českých lidových písní.

## Život
Pocházel z hudebně založené rodiny; od otce se naučil zpívat, hrát na housle a na klavír. Absolvoval učitelský ústav a varhanickou školu v Praze. František Škroup mu nabízel místo v opeře, ale nakonec se nedohodl s jeho rodiči. Místo toho odjel Heller do Jihlavy, kde získal místo podučitele. Propagoval tam českou hudbu, organizoval zpěv. Během revoluce r. 1848 agitoval proti volbám do frankfurtského parlamentu. Svými aktivitami si znepřátelil úřady, které ho postavily pod policejní dohled.
Z nepříznivého prostředí se odstěhoval do Vídně, kde na studoval matematiku a fyziku. Seznámil se tam ale také s mladými hudebníky, kteří ho přivedli zpět k umění. Absolvoval kurs vyšší houslové techniky a vyučoval zpěv na akademickém gymnáziu a v ústavu Petra Bílky. Zorganizoval tam také stočlenný slovanský pěvecký sbor, který úspěšně koncertoval. Vedle toho začal komponovat, složil např. čtverylky na české a moravské písně a sborové skladby na Hálkova slova.
Z Vídně odešel do Uher, kde působil jako soukromý učitel hudby v rodině hraběte Vaye. S ním se roku 1860 vrátil do Prahy. Krátce poté mu hrozilo opětné vypovězení, když při příjezdu místodržitele Forgácse vyzval shromážděný lid ke zpěvu. Po intervenci hraběte Vaye ale bylo stíhání zastaveno.
Roku 1861 byl členem přípravného výboru pěveckého sboru Hlahol, a po jeho vzniku působil spolu s J. L. Lukesem jako jeho sbormistr. S Bedřichem Smetanou založil hudební ústav a po Smetanově nástupu do funkce kapelníka Prozatímního divadla převzal jeho vedení. Vedle toho vyučoval od roku 1868 zpěv na Vyšší dívčí škole, na Akademickém gymnáziu a na Učitelském ústavu. Byl také ředitelem svatovítského hudebního spolku.
Zemřel ve Mšeném na ozdravném pobytu.

## Dílo

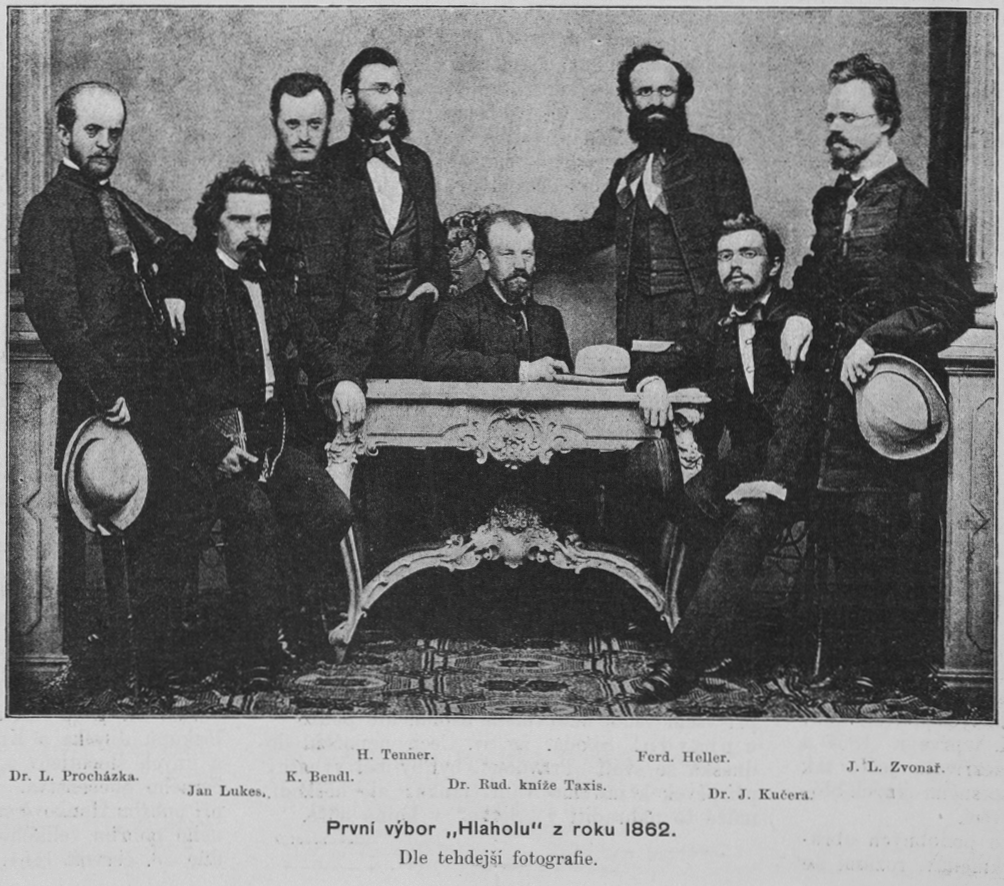
Výbor Hlaholu roku 1862. Heller je třetí zprava.

Hellerova hudba je inspirovaná lidovými písněmi. Vycházel z české tradice, kdy lidé zároveň zpívali a tančili, a snažil se komponovat takové skladby, u nichž je možné tančit bez orchestru. Ve své době měl tento přístup úspěch a jeho hudba byla velmi populární.
Na popud Jana Nerudy složil spolu s Karlem Linkem salonní tanec Česká beseda, inspirovaný lidovou hudbou.
Dále vydal např.:
- Lada (1862), polka
- Písně kostelní ke katolickým službám Božím na školách středních a ústavech učitelských (1881)
- Praktická cvičení ve zpěvu (1884)
- Praktická škola pro violoncello (cca 1888)

## Rodina
- Bratr Servác Heller (1845–1922) se proslavil jako novinář a spisovatel[3]
- Bratr Saturnin Heller (1840–1884) byl známý jako architekt[3]
- Bratr František Agathon Heller (1833–1899) byl učitelem a otcem významných sokolů Františky, Karla, Jiřího a Agathona Hellerových
- Syn Karel Heller (1866–1923) byl právník,[6] spoluautor (s Karlem Kadlecem) česko-německé právní a úřední terminologie
- Syn Ferdinand Heller mladší (1869–1925) byl rovněž právník. Přispíval do Ottova slovníku naučného.[7][8]